# Pont-de-Chéruy
Pont-de-Chéruy este o comună în departamentul Isère din sud-estul Franței. În 2019 avea o populație de 5.980 de locuitori.

## Evoluția populației
| An        | 1975  | 1982  | 1990  | 1999  | 2006  | 2009  |
| --------- | ----- | ----- | ----- | ----- | ----- | ----- |
| Populație | 4.613 | 5.473 | 5.824 | 6.435 | 7.027 | 7.220 |